# 杭州基督教青年会旧址
30°15′5.8″N 120°9′49.1″E / 30.251611°N 120.163639°E
杭州基督教青年会旧址位于中国浙江省杭州市上城区青年路27号，青年路与国货路交叉口西北侧，今为杭州青年会青年旅舍。
该处原为旗营地，1911年拨与基督教青年会兴建会所，建筑占地面积4400多平米，由坐西向东的主楼和东南角的钟水塔（钟楼）组成，主楼建于民国七年（1918），原为三层砖混结构西式楼房，并设有屋顶花园（现已加建为四层），内部有接待室、演说厅、阅览室、食堂和宿舍等，东面一、二层中部设有券柱式拱廊，采用塔司干柱式，其西侧空地原为篮球场，未来将建造国际交流中心；钟水塔建于次年，楼下开拱券式大门，四面均置标准报时钟，楼顶设蓄水池，今为杭州仅存的民国时期钟楼。